# Ґолембиці
Ґолембиці (пол. Gołębice) — село в Польщі, у гміні Дзядова Клода Олесницького повіту Нижньосілезького воєводства.
Населення — 416 осіб (2011).
У 1975-1998 роках село належало до Каліського воєводства.

## Демографія
Демографічна структура станом на 31 березня 2011 року:
|          | Загалом | Допрацездатний вік | Працездатний вік | Постпрацездатний вік |
| -------- | ------- | ------------------ | ---------------- | -------------------- |
| Чоловіки | 209     | 53                 | 147              | 9                    |
| Жінки    | 207     | 52                 | 128              | 27                   |
| Разом    | 416     | 105                | 275              | 36                   |